# Skitophyllum longifolium
Skitophyllum longifolium är en bladmossart som först beskrevs av Bridel, och fick sitt nu gällande namn av Bachelot de la Pylaie 1815. Skitophyllum longifolium ingår i släktet Skitophyllum, klassen egentliga bladmossor, divisionen bladmossor och riket växter. Inga underarter finns listade i Catalogue of Life.